# Minimal Wave
Minimal Wave est un label indépendant américain. Il a été fondé en 2005 par Veronica Vasicka. Le label est principalement spécialisé dans la réédition d'artistes et de groupes de musique électronique des années 1970 et 1980 dont les disques ne sont plus disponibles. La plupart de ces artistes sont européens. La musique de ces groupes se caractérise par le minimalisme des structures et l'utilisation de synthétiseurs ou boîtes à rythmes ne fonctionnant pas grâce à la technologie MIDI. Le label possède une filiale baptisée Cititrax, qui elle publie des groupes contemporains. Le label Stones Throw publie quant à lui des compilations des titres republiés par Minimal Wave sous le nom de Minimal Wave Tapes,.